# Escobecques
Escobecques, niederländisch Schobeek, ist eine französische Gemeinde im Département Nord in der Region Hauts-de-France. Sie gehört zum Arrondissement Lille und zum Kanton Lille-6.

## Geografie
Die Gemeinde Escobecques liegt zehn Kilometer westlich der Innenstadt von Lille und zehn Kilometer südlich der Grenze zu Belgien. Sie grenzt im Norden an Ennetières-en-Weppes, im Nordosten an Englos, im Osten an Hallennes-lez-Haubourdin, im Süden an Erquinghem-le-Sec, im Südwesten an Beaucamps-Ligny und im Westen an Radinghem-en-Weppes.

## Bevölkerungsentwicklung
| Jahr                       | 1962 | 1968 | 1975 | 1982 | 1990 | 1999 | 2008 | 2013 | 2020 |
| Einwohner                  | 105  | 144  | 189  | 263  | 315  | 312  | 306  | 302  | 304  |
| Quellen: Cassini und INSEE |      |      |      |      |      |      |      |      |      |

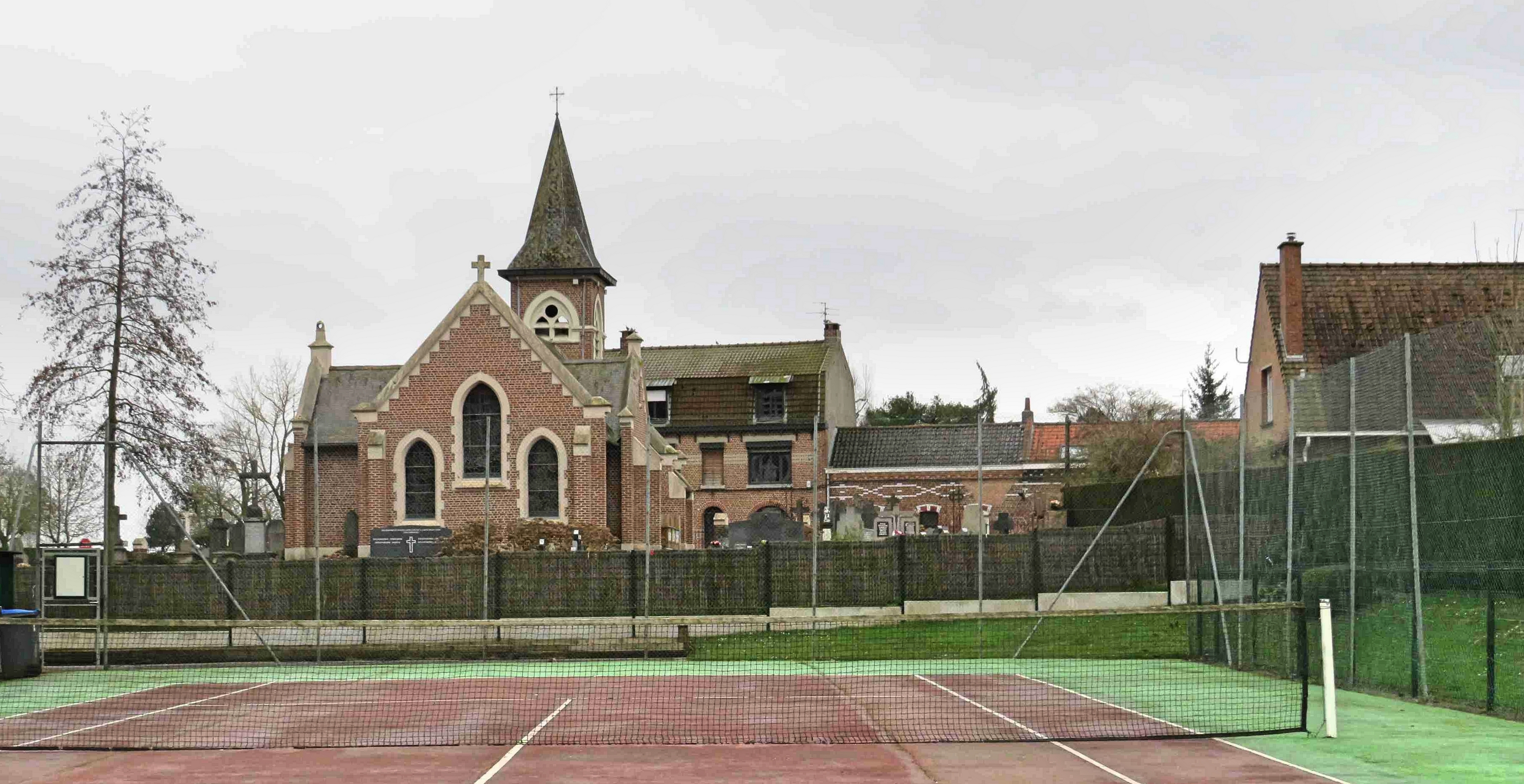
Kirche Mariä Heimsuchung
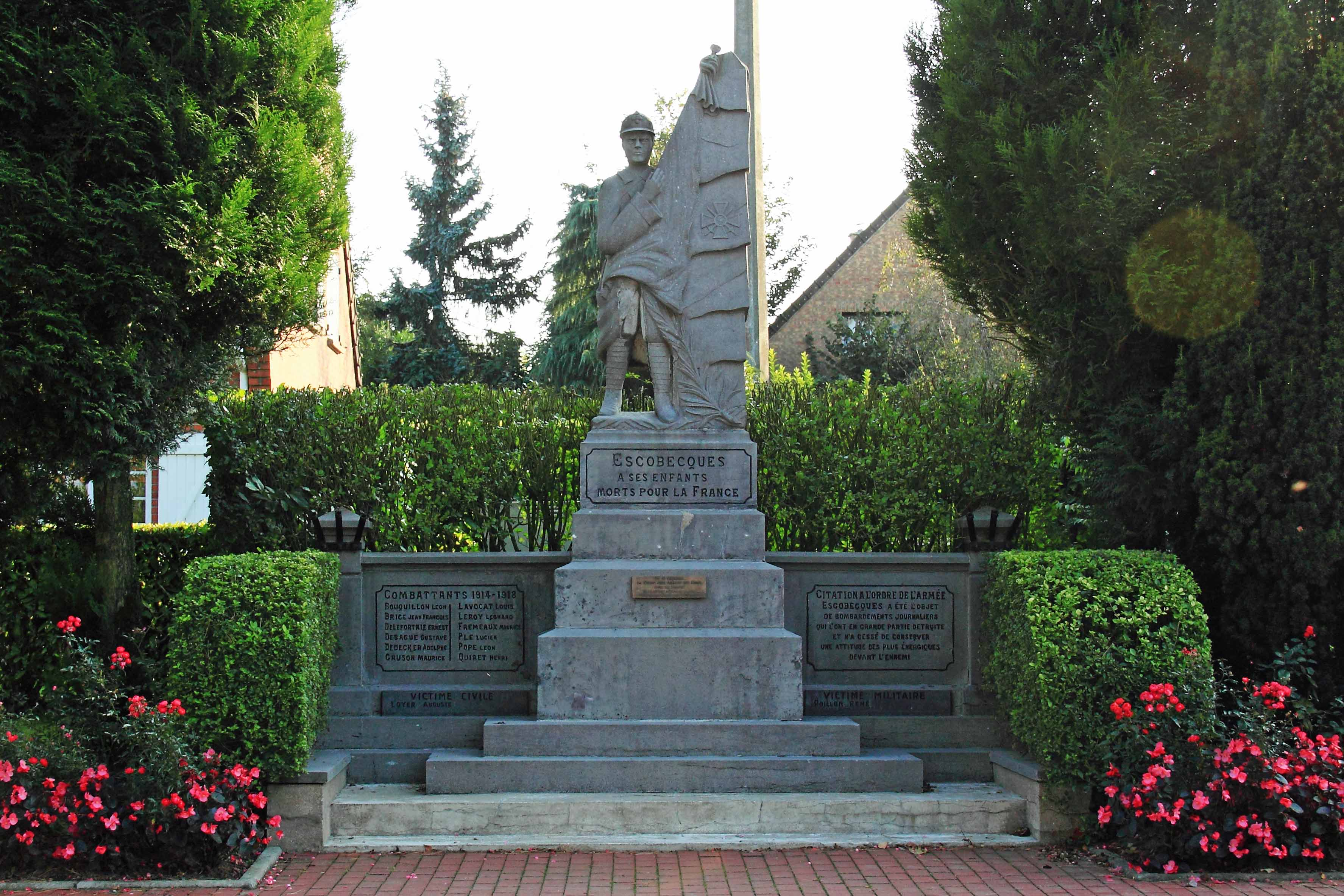
Gefallenendenkmal